# Candida dubliniensis
Candida dubliniensis är en svampart som beskrevs av D.J. Sullivan, Western., K.A. Haynes, Dés.E. Benn. & D.C. Coleman 1995. Candida dubliniensis ingår i släktet Candida, ordningen Saccharomycetales, klassen Saccharomycetes, divisionen sporsäcksvampar och riket svampar.   Inga underarter finns listade i Catalogue of Life.